# Parque Bustamante (métro de Santiago)
Parque Bustamante est une station de la Ligne 5 du métro de Santiago, dans le commune de Providencia.

## La station
La station est ouverte depuis 1997.

## Origine étymologique
Son nom provient du Parc Bustamante déjà mentionné, qui est situé juste au-dessus de la station.